# 吉蚁蛛
吉蚁蛛（学名：Myrmarachne gisti）为跳蛛科蚁蛛属的动物。分布于独联体、日本、保加利亚以及中国大陆的陕西、山东、河南、江苏、安徽、浙江、湖南、福建、广东、四川、云南等地。